# Куртекюис, Режи
Режи́ Куртекюи́с (фр. Régis Courtecuisse; род. 30 апреля 1956, Дуэ) — французский миколог.

## Биография
Режи Куртекюис родился 30 апреля 1956 года в городе Дуэ в регионе Нор-Па-де-Кале. Учился в Университете Лилля — II (часть Университета Лилля — Северной Франции). Является доктором фармации Университета Лилля и доктором наук Парижского университета (Сорбонны). В настоящее время Куртекюис является профессором микологии на факультете фармации и биологии Университета Лилля — II. В 2006 году он был избран президентом Французского микологического общества.

## Некоторые научные публикации
- Courtecuisse, R. (1986). Transect mycologique dunaire sur la Côte d’Opale (France). II. Les groupements de l’hygrosere. Documents Mycologiques 17 (no. 66): 1-70.
- Bertea, P.; Bon, M.; Chevassut, G.; Courtecuisse, R.; Lecot, C.; Neville, P.; Proust, F.; Rascol, J.P. (1989). Les noms valides des champignons. Edn 2. Annales de la Fédération des Associations Mycologiques Méditerranéennes. 128 pp.
- Rapior, S.; Vassas, A.; Tarodo de la Fuente, A.; Courtecuisse, R.; Andary, C. (1990). Investigation of polyols, amino acids and phenolic acids in a taxonomic study of Cortinarius, subgenus Leprocybe, section Orellani. Mycologia 82 (2): 243-248.
- Guillaumin, J.-J.; Mohammed, C.; Anselmi, N.; Courtecuisse, R.; Gregory, S.C.; Holdenrieder, O.; Intini, M.; Lung, B.; Marxmüller, H.; Morrison, D.; Rishbeth, J.; Termorshuizen, A.J.; Tirró, A.; Dam, B. van (1993). Geographical distribution and ecology of the Armillaria species in western Europe. European Journal of Forest Pathology 23 (6-7): 321-341.
- Courtecuisse, R.; Duhem, B. (1994). Guide des Champignons de France et d’Europe. 480 pp. Lausanne; Delachaux & Niestlé.
- Courtecuisse, R.; Duhem, B. (1995). Mushrooms & Toadstools of Britain and Europe. Collins Field Guide. 480 pp. London; HarperCollins.

## Грибы, названные в честь Р. Куртекюиса
- Ochronectria courtecuissei C.Lechat, 2011